# جو دونگ هیوک
 جو دونگ هیوک (به کره‌ای:조동혁 به انگلیسی: Jo Dong-hyuk) (زاده ۱۱ دسامبر ۱۹۷۷ در سئول) بازیگر در کره جنوبی است.
او به دلیل بازی در نقش دکتر سئو جون سوک در مجموعه تلویزیونی بیمارستان چونا شناخته شد.